# Sutura solzoasă a craniului
Sutura solzoasă a craniului (Sutura squamosa cranii) este o sutură între porțiunea mijlocie a marginii inferioare a parietalului și solzul temporalului.